# Crossminton
Crossminton (dříve známý také jako speed badminton nebo speedminton) je rychlý raketový sport původem z Německa. Kombinuje prvky ze squashe, tenisu a badmintonu. Ke hře jsou potřeba rakety, košíky (speedery, opeřené míčky) a kurty – dva čtverce 5,5x5,5 metru vzdálené 12,8 metru od sebe.

## Historie
Crossminton byl vynalezen Němcem Billem Brandesem, který chtěl vytvořit venkovní variantu badmintonu. Hra je navenek podobná badmintonu, ale těžší míček (speeder, košík) zaručuje stabilitu ve větru a rychlejší tempo hry.
Vynálezce napřed hru pojmenoval jako shuttleball. V roce 2001 byla však přejmenována na speed badminton nebo speedminton podle jména firmy Speedminton, která je hlavním výrobcem vybavení pro crossminton. K finálnímu přejmenování na crossminton došlo v roce 2016 v návaznosti na mezinárodní vyjednávání s Mezinárodní federací badmintonu (Badminton World Federations), která nesouhlasila s využíváním názvu badminton. Toto přejmenování bylo důležitým krokem pro další rozvoj crossmintonu jako samostatného sportovního odvětví.
Poté, co se crossminton začal velmi rychle šířit i do ostatních zemí, byla v roce 2011 založena mezinárodní asociace ICO (International Crossminton Organization). Nejvíce rozšířený je crossminton v Evropě, nicméně mezinárodní asociace ICO měla v roce 2018 již 26 členských národních asociací z Evropy, Ameriky, Asie i Afriky.

## Crossminton v České republice
V České republice se začal crossminton rozvíjet v roce 2010, kdy byly uspořádány první turnaje v Pardubicích, v Hanušovicích a v Praze, pokaždé za účasti 10–15 hráčů. Česká asociace crossmintonu vznikla 12. února 2010 pod názvem Česká asociace speed badmintonu. V návaznosti na změnu názvu sportu od roku 2016 se i asociace přejmenovala, aby reflektovala nový název tohoto sportovního odvětví – crossminton.
V roce 2011 došlo na premiéru českých hráčů na mezinárodních turnajích – Jana Scholzová, Michal Scholze (oba Crossminton Pardubice) a Pavel Podvolecký (SPV Hanušováček) se zúčastnili březnového turnaje Slovak Cup v Hlohovci a posbírali první body do mezinárodních žebříčků. Prvním českým mezinárodním turnajem byl Czech Speedminton Open 2011 v listopadu 2011 v Praze – o turnaj byl velký zájem a nakonec skončil velice úspěšně za účasti více než 120 hráčů z celé Evropy.
Český crossminton se postupně zařadil mezi nejrozvinutější a pravidelně sbírá úspěchy na největších mezinárodních akcích.

## Hřiště a vybavení

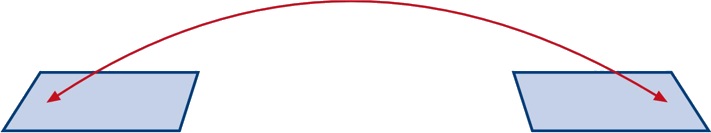
Crossmintonové hřiště

Hřiště tvoří dva čtverce o straně 5,5 m vzdálené 12,8 m od sebe. Je možné hrát na polovině tenisového kurtu nebo využít Easy Courtů – dva čtverce z reflexních pruhů, které se pomocí kolíků natáhnou za kroužky umístěné v rozích a hřiště tak lze udělat během chvilky kdekoliv, například v parku na trávě.
Rakety jsou podobné squashovým, jsou však kratší pro lepší ovladatelnost, košíky – Speedery jsou těžší a menší než badmintonové, což jim dává vyšší rychlost a větší stabilitu pro hru venku. Raket je celá řada, převážně od německé značky Speedminton, prodávají se i cenově výhodné sety s kompletním vybavením (2 rakety, Speedery, Easy Court).

## Pravidla hry[3]

### Dvouhra
Hra končí když jeden z hráčů dosáhne 16 bodů. Pokud mají oba hráči shodně 15 bodů a více hra pokračuje dokud jeden z hráčů nedosáhne dvoubodového rozdílu. Zápas je na tři vítězné sety (best of five).
Hráči losují o první podání. Potom se hráči střídají po třech podáních. Každé podání se počítá. Pokud je shodné skóre 15:15 podání se střídá po každém bodu. Při podání si lze zvolit pole pro podání, buď z vnitřku hracího pole a podání musí být spodem nebo za zadní čárou kde lze podávat nad hlavou. Strana, která prohrála set, v následujícím začíná podávat.
Počítá se každý úder který nebyl správně vracen. Body jsou udělovány v následujících případech:
- špatné podání
- speeder (hrací míček) se dotkl země
- speeder přistál v hracím poli nebo na čáře a nebyl vrácen
- speeder přistál mimo hrací pole
- hráč se dotkl dvakrát speederu při jednom úderu.
- kontakt speederu s tělem hráče

Pokud hráč vrátil speeder který letěl mimo hrací plochu pokračuje se ve hře. Hráči mění strany po každém setu aby zajistili stejné hrací podmínky (světlo, vítr apod.). V případě pátého setu si hráči mění strany jakmile jeden z nich dosáhne 8 bodů.

### Čtyřhra
Čtyřhra se hraje na dvou k sobě přilehlých kurtech.
Hra končí když jedna strana dosáhne 16 bodů. Pokud mají obě strany shodně 15 bodů a více, hra pokračuje, dokud jedna ze stran nedosáhne dvoubodového rozdílu. Zápas je na tři vítězné sety (best of five).
Na začátku hry si strany losují o podání a potom se střídají po třech podáních. Podání musí vždy letět křížem na druhou stranu.První servis na každé straně je vždy z pravé strany na levou polovinu soupeře. Při podání stojí každý hráč na své půlce kurtu a po vracení podání se mohou volně pohybovat.Pokud je shodné skóre 15: 15 podání se střídá po každém bodu.
Ostatní pravidla jsou shodná jako pro dvouhru.

## Mistrovství světa a Evropy
První crossmintonové mistrovství světa se konalo 26. – 27. srpna 2011 v Berlíně za účasti více než 380 hráčů z 29 zemí. Od té doby se každý rok pravidelně střídají mistrovství světa (liché roky) a mistrovství Evropy (sudé roky).
| Rok  | Turnaj                                                 | Město     | Open Division      | Open Division     | Female Open       | Female Open       | Open Doubles                         | Open Doubles                         | Female Doubles                  | Female Doubles                            | Mixed Doubles                 | Mixed Doubles                       | U18 Male            | U18 Male            | U18 Female          | U18 Female          |
| Rok  | Turnaj                                                 | Město     | Vítěz              | Finalista         | Vítěz             | Finalista         | Vítěz                                | Finalista                            | Vítěz                           | Finalista                                 | Vítěz                         | Finalista                           | Vítěz               | Finalista           | Vítěz               | Finalista           |
| ---- | ------------------------------------------------------ | --------- | ------------------ | ----------------- | ----------------- | ----------------- | ------------------------------------ | ------------------------------------ | ------------------------------- | ----------------------------------------- | ----------------------------- | ----------------------------------- | ------------------- | ------------------- | ------------------- | ------------------- |
| 2011 | 1. ISBO Azimut Hotels Speedminton® World Championships | Berlin    | Per Hjalmarson     | Daniel Gossen     | Janet Köhler      | Jasmina Keber     | Daniel Gossen René Lewicki           | Per Hjalmarson Björn Karlsson        | nehrálo se                      | nehrálo se                                | nehrálo se                    | nehrálo se                          | Tomáš Pavlovský     | Dasen Jardas        | Alexandra Kacviňská | Lenka Levková       |
| 2012 | 3. ISBO European Championships                         | Poreč     | Per Hjalmarson     | Mattias Aronsson  | Jasmina Keber     | Ágnes Darnyik     | Mattias Aronsson Per Hjalmarson      | Samo Lipušček Robi Titovšek          | Krisztina Bognar Ágnes Darnyik  | Helena Halas Jasmina Keber                | Daniel Gossen Jennifer Greune | Tomáš Pavlovský Alexandra Kacviňská | Tomáš Pavlovský     | Jakub Kosicki       | Zita Ruby           | Alexandra Kacviňská |
| 2013 | 2. ISBO Speedminton® World Championships               | Berlin    | Patrick Schüsseler | Melker Ekberg     | Jasmina Keber     | Marta Soltys      | Mattias Aronsson Per Hjalmarson      | Ivo Junker Severin Wirth             | Krisztina Bognar Ágnes Darnyik  | Barbora Syč-Kriváňová Lucia Syč-Kriváňová | Daniel Gossen Jennifer Greune | Tomáš Pavlovský Alexandra Kacviňská | Bence Pálinkás      | Tomáš Pavlovský     | Alexandra Kacviňská | Tea Grofelnik       |
| 2014 | 4. ISBO European Championships                         | Varšava   | Per Hjalmarson     | Mladen Stankovic  | Jasmina Keber     | Jennifer Greune   | Tomasz Kaczmarek Marcin Ociepa       | Mattias Aronsson Per Hjalmarson      | Krisztina Bognar Ágnes Darnyik  | Janina Karasek Marta Soltys               | Daniel Gossen Jennifer Greune | Matjaž Šusteršič Jasmina Keber      | Bence Pálinkás      | Jaša Jovan          | Nikola Bariaková    | Terezia Gibalová    |
| 2015 | 3. ISBO Speedminton® World Championships               | Berlin    | Per Hjalmarson     | Myhailo Mandryk   | Jasmina Keber     | Janet Köhler      | Mattias Aronsson Per Hjalmarson      | Patrick Schüsseler David Zimmermanns | Janina Karasek Marta Soltys     | Andrea Horn Verena Horn                   | Melker Ekberg Rebecca Nielsen | Matjaž Šusteršič Jasmina Keber      | Nico Franke         | Saudo Tejada Dámaso | Eliška Andrlová     | Danaja Knez         |
| 2016 | 5. ICO European Championships                          | Gouesnou  | David Zimmermanns  | Sönke Kaatz       | Danaja Knez       | Rebecca Nielsen   | Patrick Schüsseler David Zimmermanns | Mattias Aronsson Per Hjalmarson      | Andrea Horn Franziska Ottrembka | Alexandra Desfarges Julie Guyot           | Melker Ekberg Rebecca Nielsen | Tamás Dósza Ágnes Darnyik           | Nico Franke         | Szymon Andrzejewski | Lori Škerl          | Rebeka Škerl        |
| 2017 | 4. ICO Speedminton® World Championships                | Varšava   | Per Hjalmarson     | Marcin Ociepa     | Ágnes Darnyik     | Janet Köhler      | Robin Joop Sönke Kaatz               | Patrick Schüsseler David Zimmermanns | Krisztina Bognar Ágnes Darnyik  | Anna Hubert Franziska Ottrembka           | Melker Ekberg Rebecca Nielsen | Ján Ščavnický Tamara Lukáčová       | Jaša Jovan          | Nico Franke         | Eliška Andrlová     | Lori Škerl          |
| 2018 | 6. ICO Speedminton European Championships 2018         | Skien     | Petr Makrlík       | Per Hjalmarson    | Eliška Andrlová   | Marta Urbanik     | Petr Makrlík Daniel Knoflíček        | Patrick Schüsseler David Zimmermanns | Andrea Horn Anja Rolfes         | Sabina Schabek Marta Urbanik              | Melker Ekberg Rebecca Nielsen | Nikola Kucina Paula Barković        | Dávid Takács        | Maciej Filipowicz   | Anna Andrlová       | Nika Miškulin       |
| 2019 | 5. ICO Speedminton® World Championships                | Budapešť  | Skien              | Per Hjalmarson    | Myhailo Mandryk   | Jasmina Keber     | Lori Škerl                           | Patrick Schüsseler David Zimmermanns | Petr Makrlík Daniel Knoflíček   | Lori Škerl Danaja Knez                    | Yurina Abe Akihiko Nishimura  | Anna Hubert Sebastian Christoph     | Shameem Elaheebocus | Maciej Filipowicz   | Sendilla Mourat     | Georgina Veres      |
| 2020 | 1. ICO Crossminton Asian Championships                 | Tokyo     | (budoucí událost)  | (budoucí událost) | (budoucí událost) | (budoucí událost) | (budoucí událost)                    | (budoucí událost)                    | (budoucí událost)               | (budoucí událost)                         | (budoucí událost)             | (budoucí událost)                   | (budoucí událost)   | (budoucí událost)   | (budoucí událost)   | (budoucí událost)   |
| 2020 | 7. ICO Speedminton European Championships 2020         | Pardubice | (budoucí událost)  | (budoucí událost) | (budoucí událost) | (budoucí událost) | (budoucí událost)                    | (budoucí událost)                    | (budoucí událost)               | (budoucí událost)                         | (budoucí událost)             | (budoucí událost)                   | (budoucí událost)   | (budoucí událost)   | (budoucí událost)   | (budoucí událost)   |

## Mezinárodní turnaje
Po celém světě se koná řada mezinárodních turnajů pod dohledem International Crossminton Organization (ICO). Každá členská země může organizovat každoročně jeden turnaj kategorie 1000/500 b. a až čtyři turnaje kategorie 250 b. Turnajů kategorie 1000 b. je každý rok pouze pět a jsou přidělovány ICO na základě přihlášek podaných členskými státy. Série turnajů kategorie 1000 a 500 b. se nazývá World Series.
Účastí na mezinárodních turnajích pod hlavičkou ICO získávají hráči body do světového žebříčku na základě dosažených výsledků. Body v žebříčku se následně používají pro nasazování hráčů na nadcházející turnaje.
| Datum          | Turnaj                                  | Město            | Open Division     | Open Division        | Female Open      | Female Open           | Open Doubles                       | Open Doubles                               |
| Datum          | Turnaj                                  | Město            | Vítěz             | Finalista            | Vítěz            | Finalista             | Vítěz                              | Finalista                                  |
| -------------- | --------------------------------------- | ---------------- | ----------------- | -------------------- | ---------------- | --------------------- | ---------------------------------- | ------------------------------------------ |
| 17.-18.3.2018  | 10. ICO Speedminton® Slovenian Open     | Laško            | Myhailo Mandryk   | Melker Ekberg        | Jasmina Keber    | Lori Škerl            | Melker Ekberg Petr Makrlík         | Jaša Jovan David Zimmermanns               |
| 28.-29.4.2018  | 10. ICO Speedminton® Hungarian Open     | Kiskunfélegyháza | Petr Makrlík      | Per Hjalmarson       | Jasmina Keber    | Ágnes Darnyik         | Per Hjalmarson Petr Makrlík        | Grzegorz Chmielewski Tomasz Moskal         |
| 5.-6.5.2018    | 11. ICO Speedminton® Croatian Open      | Záhřeb           | Petr Makrlík      | Jaša Jovan           | Lori Škerl       | Eliška Andrlová       | Adam Kakula Petr Makrlík           | Marcel Herrmann David Zimmermanns          |
| 19.-20.5.2018  | 9. ICO Speedminton® SLOVAK Open         | Banská Bystrica  | Petr Makrlík      | Myhailo Mandryk      | Lori Škerl       | Barbora Syč-Kriváňová | Melker Ekberg Petr Makrlík         | Adam Kakula Andrej Ostrihoň                |
| 1.-2.6.2018    | ICO Speedminton® Japan Open             | Tokyo            | David Zimmermanns | Olivér Vincze        | Yuka Nishimura   | Andrea Horn           | Shinichi Nagata Patrick Schüsseler | Akihiko Nishimura David Zimmermanns        |
| 22.-23.6.2018  | ICO Speedminton® Polish Open            | Varšava          | Nico Franke       | Petr Makrlík         | Danaja Knez      | Marta Urbanik         | Melker Ekberg Petr Makrlík         | Robin Joop Adrian Lutz                     |
| 21.7.2018      | 2018 ICO Speedminton® Swedish Open      | Göteborg         | Per Hjalmarson    | Melker Ekberg        | Rebecca Nielsen  | Eliška Andrlová       | Mattias Aronsson Per Hjalmarson    | Robin Joop Sönke Kaatz                     |
| 8.-9.9.2018    | 2018 ICO Speedminton® Serbian Open      | Sombor           | Petr Makrlík      | Bence Pálinkás       | Krisztina Bognar | Helga Braun           | Petr Makrlík Daniel Knoflíček      | Boris Jerkovič David Kozári                |
| 29.-30.9.2018  | 8. ICO Speedminton® Czech Open 2018     | Brno             | Myhailo Mandryk   | Melker Ekberg        | Lori Škerl       | Eliška Andrlová       | Petr Makrlík Melker Ekberg         | Adam Kakula Daniel Knoflíček               |
| 19.-21.10.2018 | 2018 ICO Speedminton® German Open       | Fürstenfeldbruck | Petr Makrlík      | Melker Ekberg        | Lori Škerl       | Anna Hubert           | Daniel Knoflíček Per Hjalmarson    | Petr Makrlík Melker Ekberg                 |
| 3.-4.11.2018   | 2018 ICO Crossminton Robocom Swiss Open | Buchs SG         | Severin Wirth     | Ivo Junker           | Regina Ströbel   | Zrnka Jagečič         | Ivo Junker Frank Wirth             | Martin Schenker Remo Bivetti               |
| 10.11.2018     | 2018 ICO Speedminton® Latvian Open      | Riga             | Per Hjalmarson    | Vincent Eulenberg    | Agnese Logosa    | Santa Paegle          | Vincent Eulenberg Adrian Lutz      | Fredrik Killingberg Stokke Morten Päsche   |
| 17.-18.11.2018 | 2018 ICO Speedminton® Spanish Open      | Las Palmas       | Nico Franke       | Cyril Peltier        | Krisztina Bognar | Audrey Branellec      | Nico Franke Maximilian Franke      | Juan Manuel Montaňez Santana Daniel Gossen |
| 24.-25.11.2018 | 2018 ICO Crossminton Korea Open         | Gyeong-Gi        | Naoya Matsuhashi  | Won Bok Lee          | Haruna Akita     | Haruka Kitajima       | Katsutoshi Kobayashi Jun Iijima    | Shirube Kasahara Takeo Nikami              |
| 1.-2.12.2018   | 2018 ICO Speedminton® Mauritius Open    | Curepipe         | Giovanni Crouche  | Arnaud Shing Lo Shun | Sendilla Mourat  | Neesha Chetty Chukra  | Raymond Cheong Alexandre Francois  | Daniel Mourat Giovanni Crouche             |

* turnaje kategorie 1000 b. jsou vyznačeny tučným písmem
| Datum         | Turnaj                                  | Město            | Open Division            | Open Division        | Female Open     | Female Open           | Open Doubles                                  | Open Doubles                         |
| Datum         | Turnaj                                  | Město            | Vítěz                    | Finalista            | Vítěz           | Finalista             | Vítěz                                         | Finalista                            |
| ------------- | --------------------------------------- | ---------------- | ------------------------ | -------------------- | --------------- | --------------------- | --------------------------------------------- | ------------------------------------ |
| 23.-24.3.2019 | 11. ICO Crossminton Slovenian Open 2019 | Laško            | Petr Makrlík             | Marcin Ociepa        | Lori Škerl      | Anna Hubert           | Melker Ekberg Petr Makrlík                    | Sönke Kaatz Robin Joop               |
| 5.-7.4.2019   | 2019 ICO Crossminton Japan Open         | Toyota           | Patrick Schüsseler       | Mizuki Tanaka        | Yurina Abe      | Haruka Kitajima       | Akihiko Nishimura Mizuki Tanaka               | Patrick Schüsseler Shinichi Nagata   |
| 13.-14.4.2019 | 2019 ICO Crossminton Brazilian Open     | São Paulo        | Diego Monteiro           | Carlos Oliveira      | Sandra Sorpreso | Juliana Moreno        | Mario Americano Diego Monteiro                | Alexandre Silva Marcelo Da Silva     |
| 27.-28.4.2019 | 12. ICO Crossminton Croatian Open       | Záhřeb           | Dasen Jardas             | Jaša Jovan           | Eliška Andrlová | Laura Jagečič         | David Kozári Olivér Vincze                    | Alen Baumkirher Bojan Jerman         |
| 11.-12.5.2019 | 2019 ICO Crossminton German Open        | Hannover         | Sönke Kaatz              | Jaša Jovan           | Lori Škerl      | Anna Hubert           | Melker Ekberg Petr Makrlík                    | Sönke Kaatz Robin Joop               |
| 25.5.2019     | 10 ICO Crossminton Slovak Open          | Banská Bystrica  | Mihailo Mandryk          | Melker Ekberg        | Edit Osvay      | Barbora Syč-Kriváňová | Grzegorz Chmielewski Károly Vincze            | Adam Kakula Patrik Turňa             |
| 8.6.2019      | ICO Crossminton Polish Open             | Varšava          | Daniel Knoflíček         | Wojciech Wilkosz     | Marta Urbanik   | Zofia Wincenciak      | Petr Makrlík Daniel Knoflíček                 | Jacek Wróbel Grzegorz Chmielewski    |
| 29.6.2019     | 1 ICO Crossminton Austrian Open         | Vídeň            | Petr Makrlík             | Per Hjalrmarson      | Jasmina Keber   | Andrea Horn           | Petr Makrlík Daniel Knoflíček                 | Per Hjalmarson Olivér Vincze         |
| 27.7.2019     | ICO Crossminton US Open                 | Griffith         | Shathishkumar Rangaswamy | Sudhakar Chodavarapu | nehrálo se      | nehrálo se            | Shathishkumar Rangaswamy Sudhakar Chodavarapu | Simha Nikhil Mohan Nura              |
| 17.8.2019     | 12019 ICO Crossminton Swedish Open      | Göteborg         | Per Hjalmarson           | Melker Ekberg        | nehrálo se      | nehrálo se            | Mattias Aronsson Per Hjalmarson               | Melker Ekberg Björn Karlsson         |
| 23.8.2019     | 2019 ICO Crossminton Latvian Open       | Riga             | Per Hjalmarson           | Petr Makrlík         | Santa Paegle    | Agnese Logosa         | Petr Makrlík Melker Ekberg                    | Per Hjalmarson Patrick Schüsseler    |
| 7.9.2019      | ICO Crossminton Norwegian Open          | Oslo             | Morten Påsche            | Mariusz Sawicki      | Marta Urbanik   | Iga Szcepanik         | Stian Påsche Fredrik Kilingberg Stokke        | Erik Brandt Morten Påsche            |
| 14.9.2019     | 2019 ICO Crossminton Serbian Open       | Sombor           | Petr Makrlík             | Melker Ekberg        | Jasmina Keber   | Danaja Knez           | Petr Makrlík Melker Ekberg                    | Károly Vincze Olivér Vincze          |
| 28.9.2019     | 9 ICO Crossminton Czech Open            | Brno             | Petr Makrlík             | Melker Ekberg        | Jasmina Keber   | Marta Urbanik         | Petr Makrlík Melker Ekberg                    | David Zimmermanns Patrick Schüsseler |
| 19.10.2019    | 11 ICO Crossminton Hungarian Open       | Kiskunfélegyháza | (budoucí událost)        | (budoucí událost)    |                 |                       |                                               |                                      |
| 2.11.2019     | 2019 ICO Crossminton Swiss Open         | Weinfelden       | (budoucí událost)        | (budoucí událost)    |                 |                       |                                               |                                      |
| 16.11.2019    | 2019 ICO Crossminton Spanish Open       | Las Palmas       | (budoucí událost)        | (budoucí událost)    |                 |                       |                                               |                                      |
| 30.11.2019    | 2 ICO Crossminton Korea Open 2019       | Daelim           | (budoucí událost)        | (budoucí událost)    |                 |                       |                                               |                                      |
| 7.12.2019     | 2019 ICO Crossminton Mauritius Open     | Curepipe         | (budoucí událost)        | (budoucí událost)    |                 |                       |                                               |                                      |
| 14.12.2019    | ICO Crossminton Dutch Open              | Baarn            | (budoucí událost)        | (budoucí událost)    |                 |                       |                                               |                                      |

* turnaje kategorie 1000 b. jsou vyznačeny tučným písmem

## Nations Cup
Od roku 2013 organizuje ICO soutěž národních týmů nazvanou ICO Nations Cup. Koncept soutěže je odvozen od tenisových soutěží typu Davis Cupu nebo Fed Cupu, ale v crossmintonu soutěží smíšená družstva složená z mužů i žen. Nejprve se hrají vždy regionální turnaje a následně se jejich vítězové utkávají vždy na podzim na finálovém turnaji. V roce 2016 hostilo finálový turnaj ICO Nations Cupu Brno.
Národní tým se skládá z nejméně třech hráčů – dvou mužů a jedné ženy – a ne více než pěti hráčů (tři hráči + dva náhradníci, kteří mohou zasáhnout do dvouhry nebo čtyřhry). Utkání mezi dvěma národními týmy se skládá ze šesti zápasů – čtyř dvouher a dvou čtyřher.
V říjnu 2017 se českému národnímu týmu ve složení Petr Makrlík, Pavel Podvolecký, Marcel Patěk, Klára Janáčková, Eliška Andrlová podařilo dosáhnout vynikajícího výsledku, když po vítězství na regionálním turnaji vybojovali ve finále v chorvatském Zaboku druhé místo.
V říjnu 2018 se český národní výběr ve složení Petr Makrlík, Daniel Knoflíček, Ing. Petr Makrlík, Zuzana Kubáňová, Jesika Škodová dočkal zaslouženého vítězství v celé soutěži, když ve finálovém turnaji v slovinském Lašku porazil všechny soupeře.
V říjnu 2019 se český národní výběr ve složení Petr Makrlík, Daniel Knoflíček, Petr Vosátka, Zuzana Kubáňová, Jesika Škodová získál v domácím prostředí po nejtěsnějším finále v historii této soutěže stříbrné medaile, když v Pražském finále podlehl výběru Německa o pouhé čtyři speedery (3:3 na zápasy, 7:7 na sety, 196:192 na body).
| Rok  | Místo konání finálového turnaje | Vítěz     | Finalista |
| ---- | ------------------------------- | --------- | --------- |
| 2013 | Guimaraes                       | Slovinsko | Německo   |
| 2014 | Budapest                        | Švédsko   | Německo   |
| 2015 | Eragny sur Oise                 | Slovinsko | Německo   |
| 2016 | Brno                            | Německo   | Polsko    |
| 2017 | Zabok                           | Slovinsko | Česko     |
| 2018 | Laško                           | Česko     | Slovinsko |
| 2019 | Praha                           | Německo   | Česko     |